# Juan del Val
Juan del Val (Madrid, 5 d'octubre de 1970) és un escriptor espanyol. Ha treballat com a guionista, director, presentador i com a productor de ràdio i de televisió.
Ha treballat a mitjans com Radio Nacional de España, Televisión Española, Canal 9 i Telecinco, i va copresentar Lo mejor que te puede pasar, a Melodía FM, durant quatre anys.
El 2019 va guanyar el Premi Primavera amb la seva novel·la Candela, on explica la història d'una dona a la quarantena que regenta un bar de barri amb la seva àvia i la seva mare. És conegut per les seves intervencions al programa de televisió El Hormiguero.

## Novel·les
- 2017 - Parece mentira
- 2019 - Candela